# Drama League Award
Drama League Award – nagroda teatralna, ustanowiona w 1922, honorująca wybitne produkcje i występy na Broadwayu oraz Off-Broadwayu, a także uznająca wzorowe osiągnięcia zawodowe na scenie, w teatrze muzycznym i reżyserii. Nagrody przyznawane są w maju, podczas corocznego lunchu, w którym uczestniczą członkowie The Drama League, producenci, reżyserzy i wykonawcy. Wspomniane stowarzyszenie obejmuje społeczność teatralną, w tym nagradzanych aktorów, dramatopisarzy, krytyków, producentów, projektantów, publiczność teatralną z całych Stanów Zjednoczonych, reżyserów i weteranów branży.
Drama League Awards to najstarsze nagrody honorujące teatr w Ameryce Północnej. Ustanowiono je w 1922, a sformalizowano w 1935. Statuetki zaprojektowała nowojorska firma Society Awards.

## Kategorie
Aktualnie nagroda przyznawana jest w 7 kategoriach konkursowych, z czego dwie dodano w 2022:
- Outstanding Production of a Play (Wybitna produkcja sztuki teatralnej)
- Outstanding Production of a Musical (Wybitna produkcja musicalu)
- Outstanding Revival of a Play (Wybitne wznowienie sztuki teatralnej)
- Outstanding Revival of a Musical (Wybitne wznowienie musicalu)
- Drama League Distinguished Performance Award (Nagroda za wybitny występ) – przyznawana co roku jednemu wykonawcy, a laureat może otrzymać tę nagrodę tylko raz w karierze[4]
- Outstanding Direction of a Play (Wybitna reżyseria sztuki teatralnej) – od 2022
- Outstanding Direction of a Musical (Wybitna reżyseria musicalu) – od 2022

Podczas ceremonii wręczenia nagród przyznaje też trzy specjalne wyróżnienia:
- Distinguished Achievement in Musical Theater (Wybitne osiągnięcie w teatrze muzycznym)
- Unique Contribution to the Theater (Unikalny wkład w teatr)
- The Founders Award for Excellence in Directing (Nagroda Założycieli za doskonałość w reżyserii)[3][5].